# Kevin Doyle
Kevin Doyle (født 18. september 1983) er en irsk tidligere fodboldspiller. Han spillede gennem karrieren for blandt andet Reading, Wolverhampton og Queens Park Rangers. Derudover repræsenteret han Irlands landshold 64 gange og var med ved EM 2012.